# Orpiella
Orpiella is een geslacht van weekdieren uit de klasse van de Gastropoda (slakken).

## Soort
- Orpiella (Owaraha) nissani Dell, 1955